# Leptospermum
Leptospermum és un gènere de 80-86 espècies de plantes que pertanyen a la família de les mirtàcies. Es distribueixen a través d'Austràlia, amb gran diversitat al sud, hi ha dues espècies a Malàisia i una Leptospermum scoparium a Nova Zelanda.
Són arbustos o petits arbres que assoleixen 1-8 metres d'altura amb ramificacions denses. Les fulles són perennes, simples i petites, en la majoria no sobrepassa 1 cm de longitud. Les flors amb cinc pètals blancs, rosats o vermelles.
El nom comú d'arbre del te utilitzat per algunes espècies de Leptospermum deriva de la pràctica dels colons de bullir aigua amb fulles d'aquesta espècie per fer te.

## Taxonomia
- Leptospermum arachnoides
- Leptospermum continentale
- Leptospermum epacridoideum
- Leptospermum grandiflorum
- Leptospermum javanicum
- Leptospermum juniperinum
- Leptospermum laevigatum
- Leptospermum lanigerum
- Leptospermum liversidgei
- Leptospermum minutifolium
- Leptospermum myrtifolium
- Leptospermum nitidum
- Leptospermum obovatum
- Leptospermum parviflorum
- Leptospermum petersonii
- Leptospermum polygalifolium
- Leptospermum recurvum
- Leptospermum roei
- Leptospermum rotundifolium
- Leptospermum rupestre
- Leptospermum scoparium
- Leptospermum sphaerocarpum
- Leptospermum spinescens
- Leptospermum squarrosum
- Leptospermum trinervium